# Васкрсење
Васкрсење (васкрснуће) или ускрсење (ускрснуће) представља повратак мртве особе у живот. Ово учење чини саставни део јудаизма, хришћанства и ислама. Може се тумачити дословно као оживљавање мртвог тела, и у пренесеном значењу, као устанак из мртвила, односно духовни препород.
Опште васкрсење мртвих је стандардно есхатолошко веровање у абрахамским религијама. Као религиозни концепт, користи се у два различита аспекта: вера у васкрсење појединачних душа које је актуелно и у току (хришћански идеализам, остварена есхатологија), или вера у јединствено телесно васкрсење мртвих на крају свет. Неки верују да је душа стварно возило којим људи васкрсавају. Смрт и васкрсење Исуса су централни фокус хришћанства. Док већина хришћана верује да је Исусово васкрсење из мртвих и вазнесење на небо било у материјалном телу, неки верују да је било духовно.
Као и абрахамске религије, дармичке религије такође укључују веровање у васкрсење и реинкарнацију. Постоје приче у будизму где је моћ васкрсења наводно демонстрирана у чан или зен традицији. У хиндуизму, основно веровање у васкрсење/реинкарнацију је познато као самсара.

## Васкрсење у хришћанству
Хришћанска вера разликује привремено васкрсење појединаца - васкрснуће, и опште васкрсење човечанства на судњи дан за вечни живот у Царству Небеском. Већина хришћани верује у други Христов долазак, када ће, према учењу цркве, мртви устати и када ће Христ судити живима и мртвима.
Године 1945, пронађени су гностички списи из Наг Хамадија, који откривају потпуно друкчије тумачење васкрсења од општеприхваћеног у хришћанству.
Израз васкрсење се такође користи и за Исусово васкрсење и слави се као празник Васкрс.

### Исус о васкрсењу
Исус је заступао веровање у васкрснуће, за разлику од оновременог верског покрета садукеја. Нови завет преноси једну од њихових расправа:
Готово идентичан пасус се налази и у Јеванђељу по Матеју (глава 22) и у Јеванђељу по Луки (глава 20). У Јеванђељу по Јовану Исус је говорио да његове речи представљају дух и живот, и ко верује у њих и поступа по њима „прешао је из смрти у живот“ те „неће видети смрт довека“.

## Васкрсење у исламу
Куран говори о великом устанку (ар. al—qiyama), односно васкрсењу, када ће се људи питати „ко их то буди из њихових хумки“ (Куран LXXXVI, 52). Према Курану, „повик један ће извести људе на лице Земље“ (Куран LXXIX, 13-14) а њима ће се учинити „да су само једно вече или једно јутро остали“ у смртном снивању (Куран LXXIX, 46).
У исламској филозофији се смрт често пореди са сном. Тако исламски филозоф Ал-Газали смрт назива „починком између два буђења“, малог на овом свету и великог на оном свету.